# Gnophos omararia
Gnophos omararia là một loài bướm đêm trong họ Geometridae.